# Wola Lubieszowska
Wola Lubieszowska (ukr. Любешівська Воля) – wieś na Ukrainie, w obwodzie wołyńskim, w rejonie kamieńskim. Liczy 549 mieszkańców/
Do 2020 w rejonie lubieszowskim. 